# Udaipur
Udaipur (Hindi: उदयपुर, Udayapur) ist eine Großstadt (Municipal Corporation) mit rund 470.000 Einwohnern im Süden des indischen Bundesstaates Rajasthan. Udaipur zählt zu den von Touristen meistbesuchten Städten des indischen Subkontinents.

## Lage und Klima
Udaipur liegt im Aravalligebirge in einer Höhe von ca. 570 m; die Stadt ist umschlossen von drei künstlich angelegten Seen (Pichhola-See, Fateh-Sagar-See und Udai-Sagar-See), die allesamt über den meist trockenfallenden Ahar verbunden sind; in der Monsunzeit fließen die Regenwassermengen letztlich in den Ganges. Die Städte Jaipur bzw. Chittorgarh liegen ca. 400 bzw. 120 km (Fahrtstrecke) nordöstlich; Jodhpur befindet sich ca. 260 km nördlich und Ahmedabad, die Hauptstadt des südlich angrenzenden Bundesstaates Gujarat, ca. 260 km südwestlich. Das Klima von Udaipur ist wegen der relativen Höhenlage für indische Verhältnisse eher gemäßigt; Regen fällt nahezu ausschließlich während der sommerlichen Monsunzeit.

## Bevölkerung
| Jahr      | 1991    | 2001    | 2011    |
| Einwohner | 308.571 | 389.438 | 451.100 |

Der anhaltende Anstieg der Bevölkerungszahlen beruht im Wesentlichen auf der Zuwanderung von Familien aus dem Umland. Die Bevölkerung besteht zu knapp 73 % aus Hindus, zu etwa 15,5 % aus Moslems und zu knapp 10 % aus Jains; die restlichen ca. 1,5 % entfallen auf Sikhs, Christen und Buddhisten. Der männliche Bevölkerungsanteil ist um ca. 9 % höher als der weibliche.

## Wirtschaft
Im Umland wird Feldwirtschaft und Viehzucht betrieben. In der Stadt selber haben sich Handwerker, Händler und Dienstleister aller Art angesiedelt. Die wichtigste Rolle für das Leben der Stadtbewohner spielt jedoch der Tourismus.

## Geschichte
Vor Udaipur war Chittorgarh die Hauptstadt des Reiches Mewar. Im Jahr 1568 eroberten die Truppen des Großmoguls Akbar I. nach langer Belagerungszeit Chittorgarh und der damalige Herrscher von Mewar, Rana Udai Singh II., verlegte die Hauptstadt nach Udaipur. Unter den Briten konnten die Maharanas von Udaipur große Teile ihrer Souveränität behalten. Nach der Unabhängigkeit Indiens (1947) wurde Mewar in den Bundesstaat Rajasthan integriert.

## Sehenswürdigkeiten
Udaipur ist eines der wichtigsten Zentren des Tourismus in Indien. Die Stadt verfügt über einen Bahnhof und einen nationalen Flughafen. Mehrere Seen, insbesondere der Pichhola-See (Pichhola Jhil), befinden sich in Innenstadtnähe – die Fremdenverkehrswerbung spricht daher von einem „Venedig des Ostens“. Der große Maharadschapalast, in welchem bis zum Jahr 1956 der Maharana von Mewar regierte, wird heute als Museum sowie als Hotel genutzt. Auf dem höchsten Punkt der überaus quirligen Altstadt befindet sich der dem Hindu-Gott Vishnu geweihte Jagdish-Tempel; dahinter führen die Straßen zum Picchola-See hinab.

### City Palace Museum

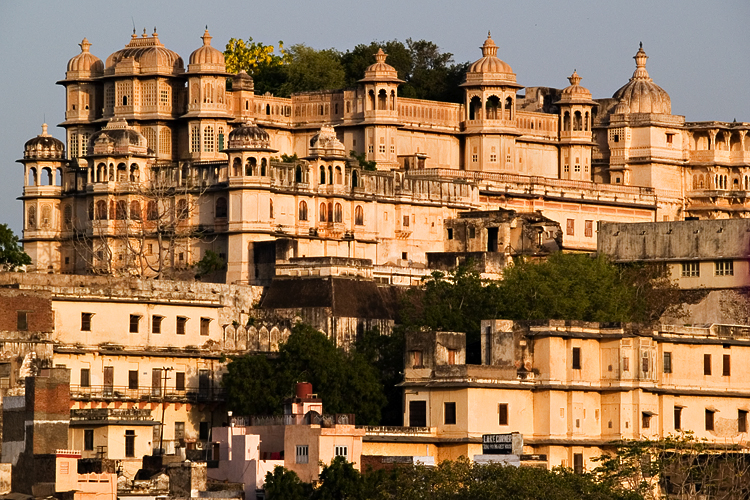
Ältester Trakt des Stadtpalastes

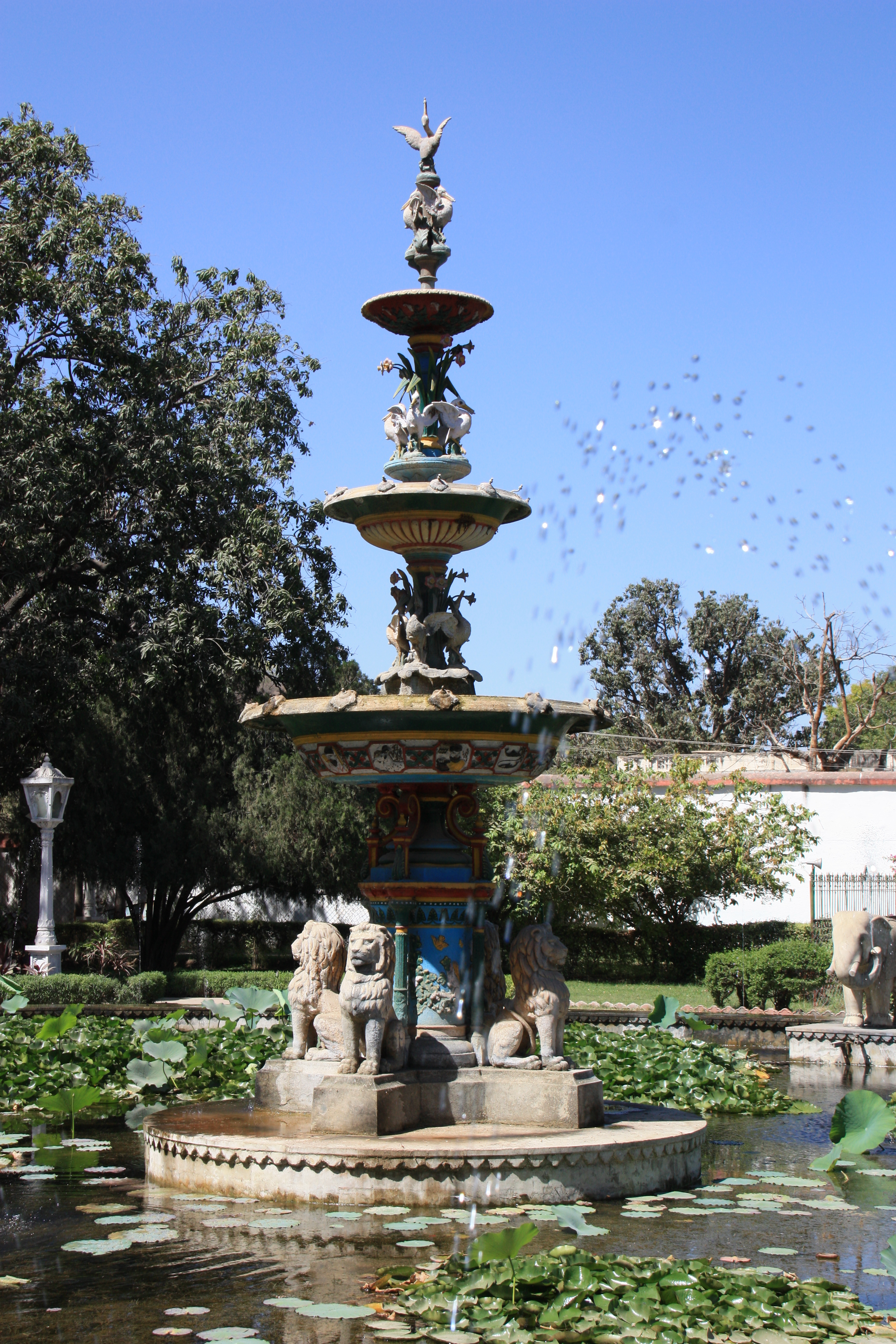
Springbrunnen im Saheliyon-ki-Bari

Der „Stadt-Palast“ war die Residenz des Maharana, der immer noch einige Räume nutzt. Im selben Gebäudekomplex befindet sich das City Palace Museum. Beide liegen auf einem Hügel am südlichen Ufer des Pichhola-Sees. Im Bereich des Palastes befindet sich auch das Shiv Niwas Palace Hotel, welches das Restaurant im Vorhof des Museums mit indischen Gerichten versorgt.
Das City Palace Museum zeigt in der Hauptsache drei Gruppen von Exponaten:
- Einrichtungen aus der Zeit, als dieser Teil des Palastes noch bewohnt war, zum Teil mit figürlichen Darstellungen der einstigen Bewohner
- Gemälde oder deren Reproduktionen, welche wesentliche Ereignisse aus der Geschichte der Maharana von Udaipur darstellen
- Hinduistische Motive, teils als Gemälde, teils als Tempelnischen; dazu die Architektur des Palastes selbst mit den Darstellungen nicht religiöser Symbole

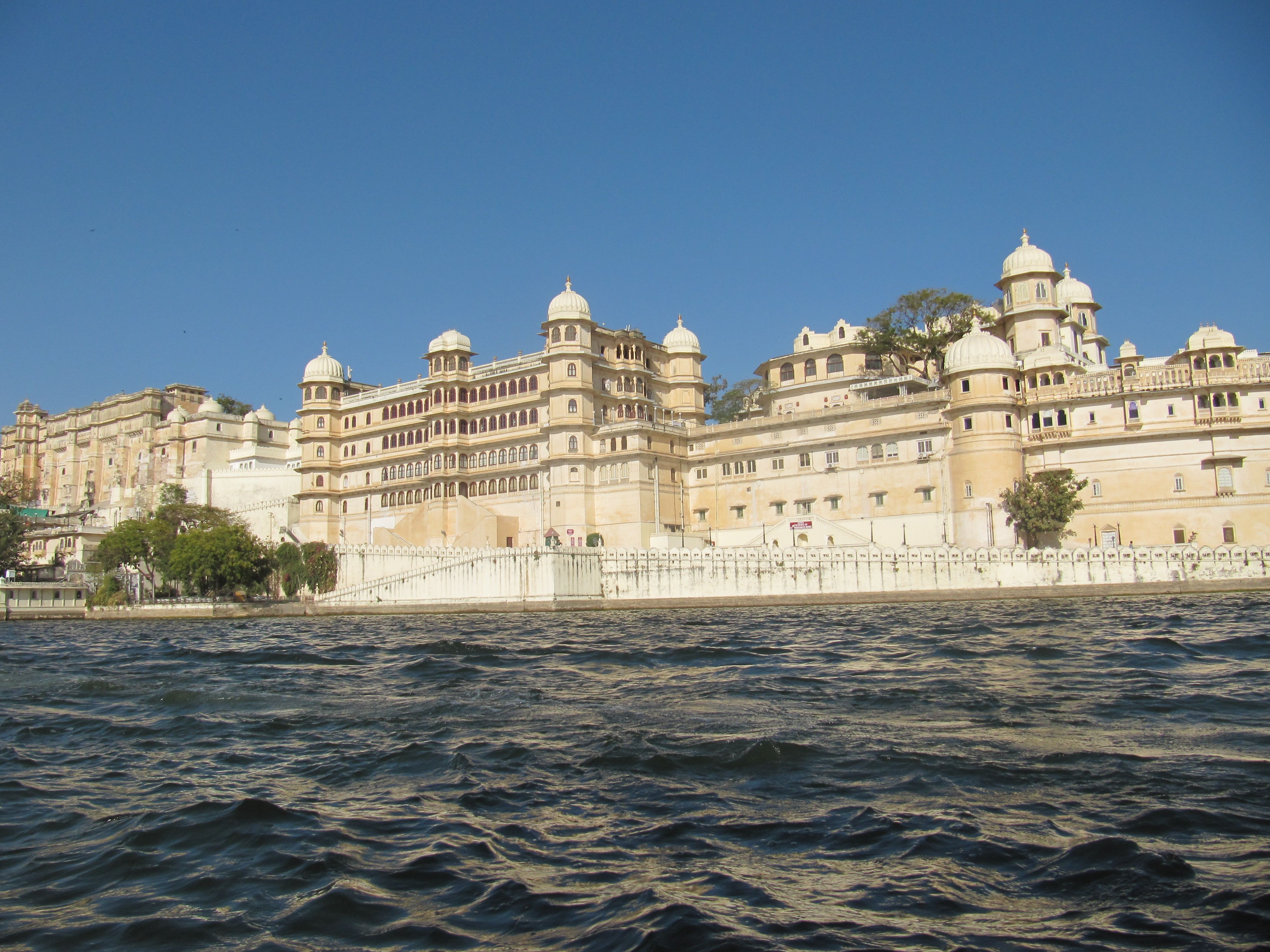
Stadtpalast Udaipur
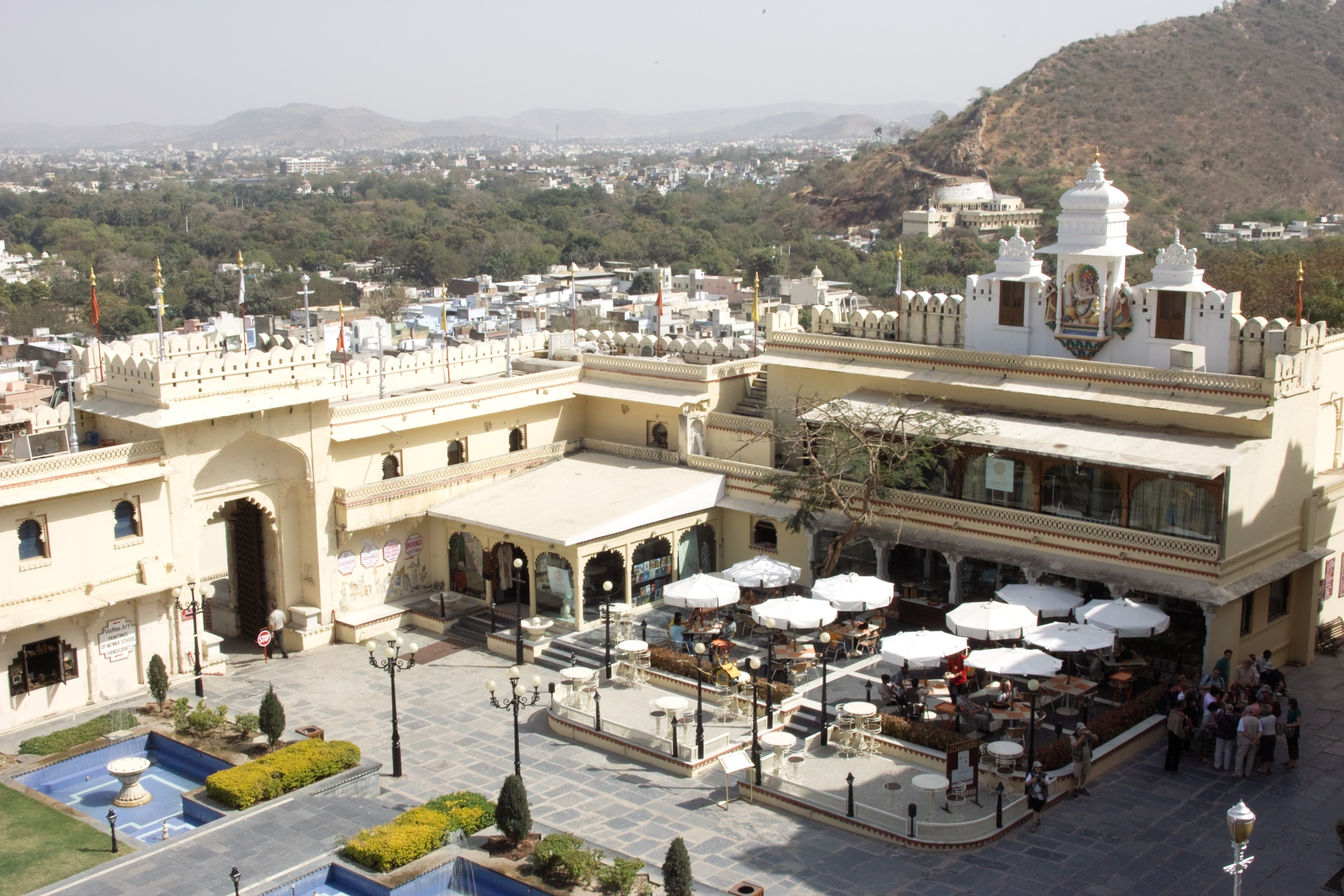
Vorhof des Stadtpalast-Museums
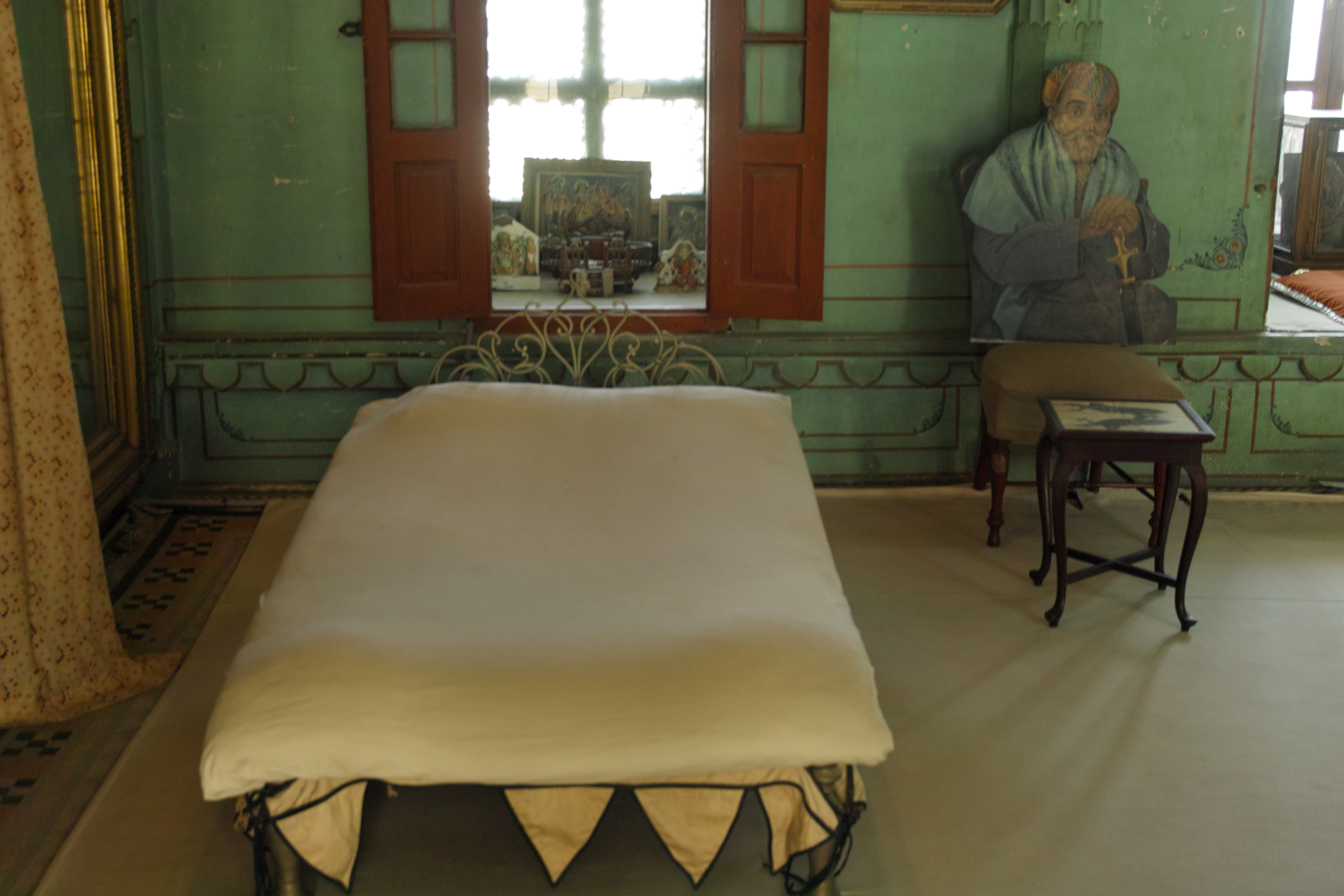
Stadtpalast-Museum, Wohnbeispiel
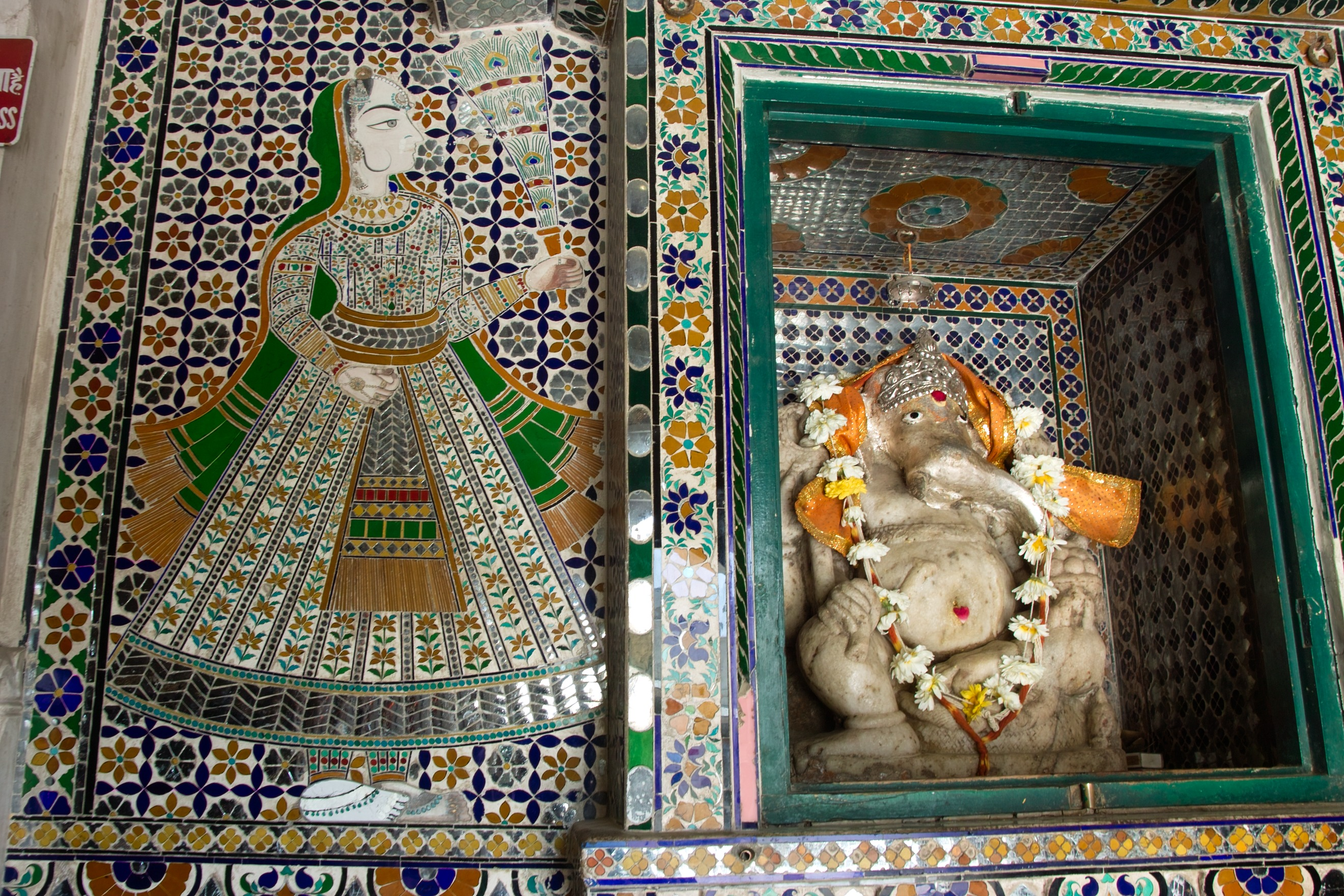
Ganesha-Nische am Eingang
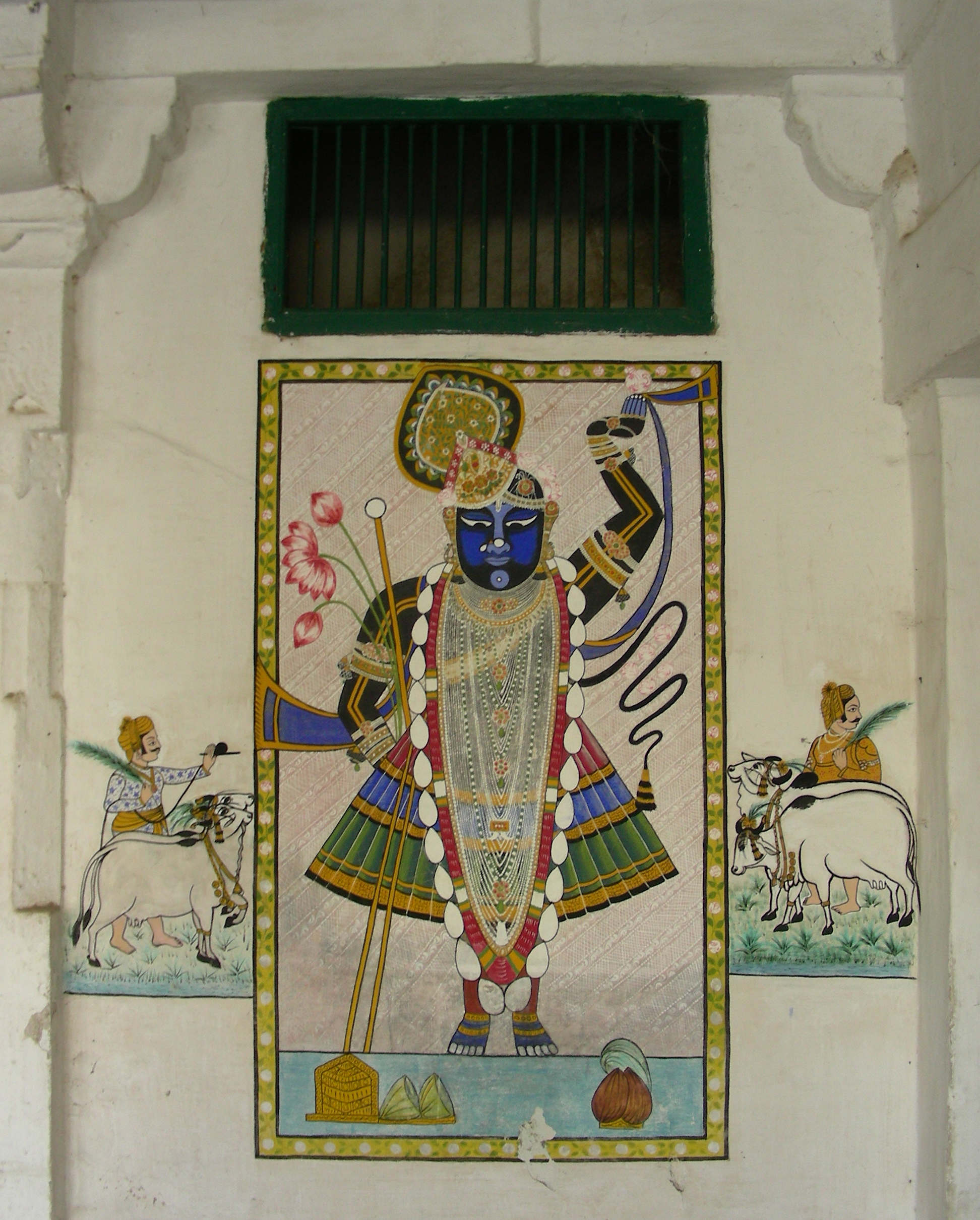
Wandmalerei: Krishna in seiner Erscheinungsform Srinath von Nathdwara
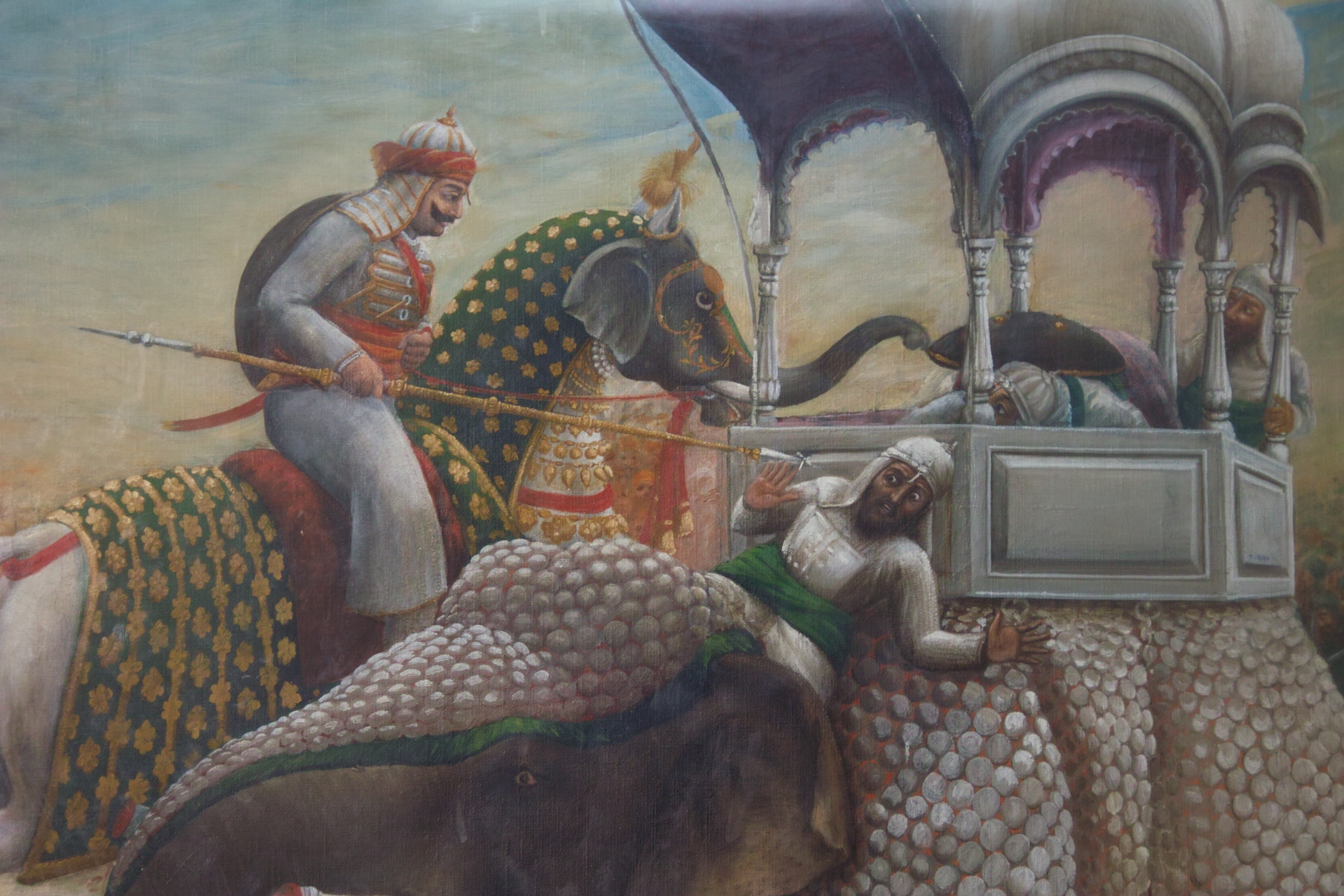
Schlacht von Haldi Ghati

### Saheliyon Ki Bari
Der „Garten der Jungfern“, grenzt an den Fateh-See (Fateh Sagar) in Udaipur, liegt also nördlich des Stadtpalastes und wurde im 18. Jahrhundert von Maharana Sangram Singh für die königlichen Damen errichtet. Es wird berichtet, der Garten sei vom Maharana selbst als Geschenk an die Königin und zur Benutzung durch ihre 48 Hofdamen konzipiert worden.
Im Garten befinden sich in vier Wasserbecken zahlreiche Springbrunnen, die aus einem Reservoir gespeist werden, welches zusammen mit den Springbrunnen aus England importiert worden ist. Dies führt auch dazu, dass auf sparsamen Wasserverbrauch geachtet wird und zu Zeiten die Springbrunnen nur gegen einen Obolus geöffnet werden. Bemerkenswert sind auch Elefanten aus Marmor, sowie vier Kioske, welche von wasserspeienden Vögeln gekrönt sind, wodurch die Illusion fallenden Regens erzeugt werden soll, die vom späteren Maharana Bhopal Singh errichtet wurden.
Auf dem Grundstück befindet sich ein kleines Museum, welches vor allem Einrichtungsgegenstände aus dem königlichen Haushalt zeigt, sowie eine Abteilung mit einfachen technischen Experimenten zur Bildung der Besucher.

### Weitere Sehenswürdigkeiten

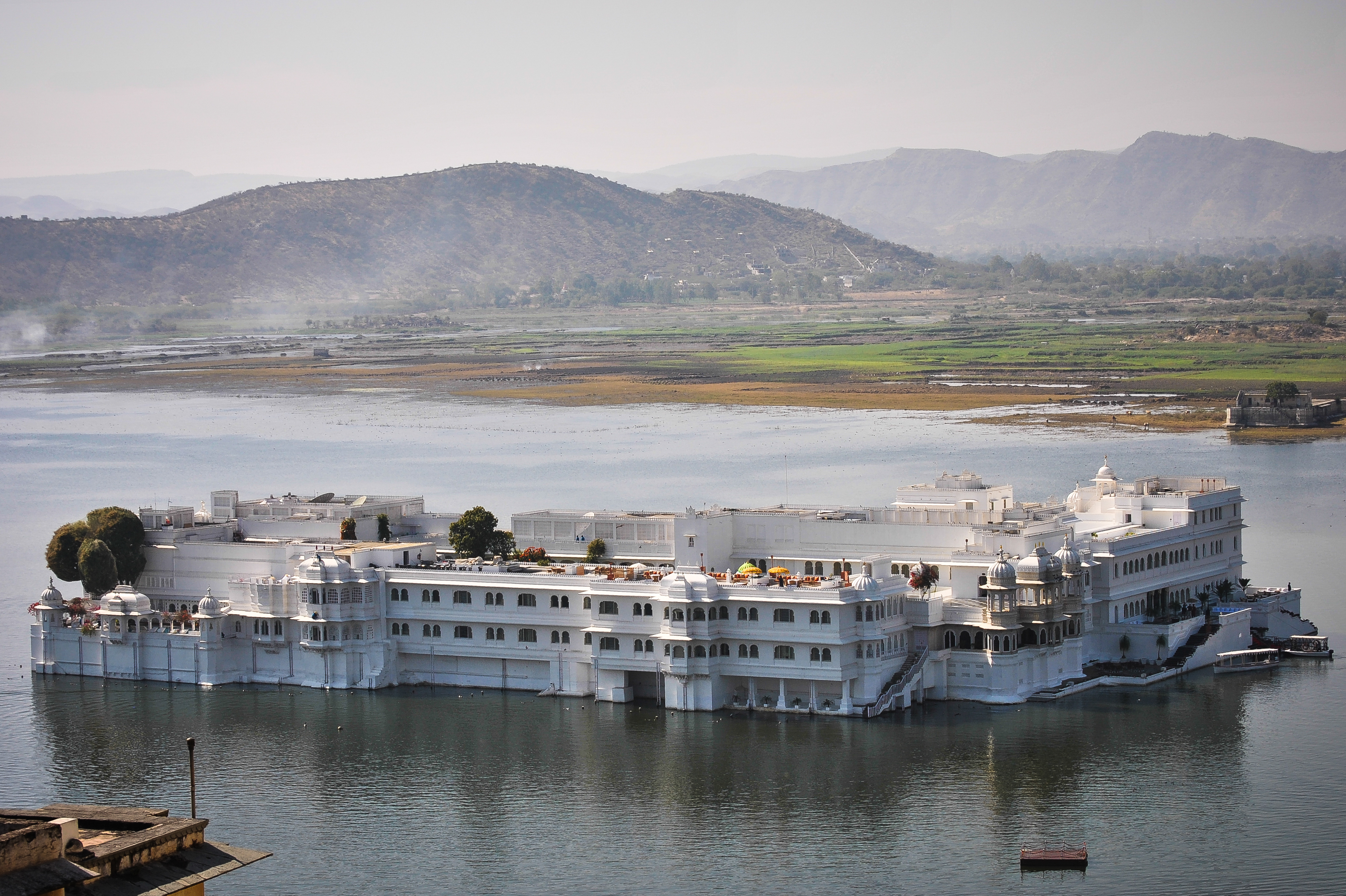
Lake Palace

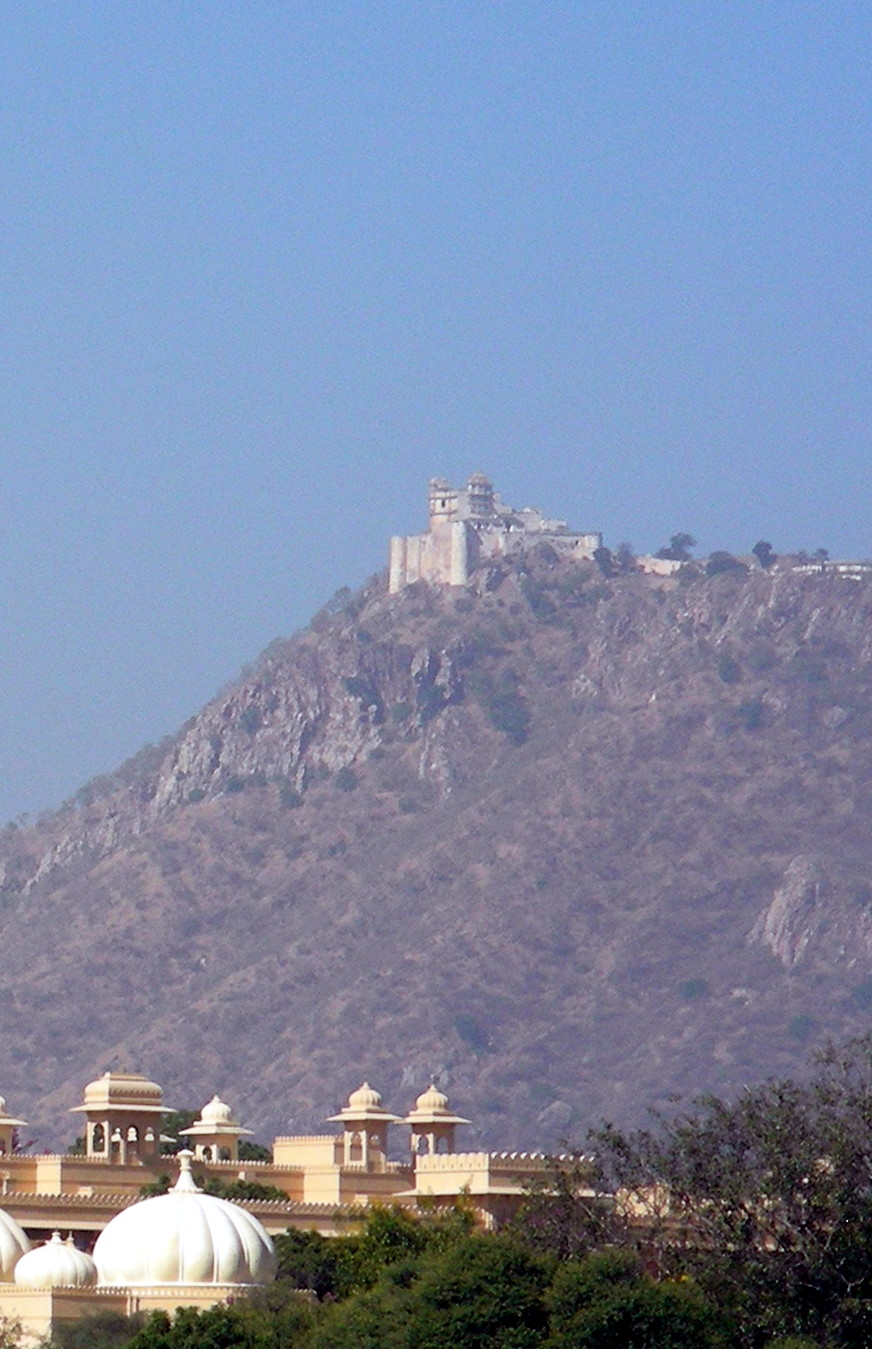
Monsun-Palast

- Die gesamte Altstadt von Udaipur mit ihren gewundenen und von Geschäften gesäumten Straßen und Gassen und verschachtelten Häusern strahlt trotz vieler Motorrikschas eine faszinierende Atmosphäre aus, die anderen indischen Städten zumeist fehlt.
- Der Lake Palace wurde in den Jahren 1743–1746 für Maharana Jagat Singh II., dem 62. Maharadscha von Mewar, als Sommerresidenz errichtet. Er ist nach Osten ausgerichtet, damit in der Morgendämmerung der hinduistische Sonnengott Surya angebetet werden kann. Der eine Insel bildende Palast gehört, wie die meisten übrigen Paläste, noch heute der ehemaligen Herrscherfamilie und wird als Luxushotel von der Taj-Gruppe betrieben; er ist nur für Hotelgäste zugänglich. Weltberühmt wurde er als Kulisse für zahlreiche Filme, darunter Der Tiger von Eschnapur (1959) oder James Bond 007 – Octopussy (1983).
- Der Jag Mandir Palast, ein weiteres Lustschloss, das auf einer Insel im See liegt, wurde im Jahr 1551 begonnen, doch erst unter Maharana Jagat Singh I. (1628–1652) entstand der heutige Zustand. Der Palast ist mit Booten zu erreichen und wird als Restaurant genutzt.
- Der Monsun-Palast wurde im Jahr 1884 auf einer Bergspitze über der Stadt errichtet und gewährt einen Panoramablick über Udaipur und an manchen Tagen bis zur alten Hauptstadt Chittorgarh. Er liegt in einem Wildpark und ist mit Autos und Rikschas zu erreichen.
- Das Bagore ki Haveli ist ein ehemals von der Herrscherfamilie benutzter Stadtpalast (haveli), der heute als Museum und als Aufführungsstätte für Tanz- und Puppenspielvorführungen dient. Die Exponate des Museums sind hauptsächlich Gebrauchs- und Schmuckgegenstände der früheren herrschaftlichen Bewohner sowie Malerei im Mewar-Stil.
- Der Jagdish-Tempel, ein Vishnu geweihter Hindu-Tempel aus dem Jahr 1651, ist das größte religiöse Bauwerk der Stadt. Im Vergleich zu den mittelalterlichen Tempeln Indiens ist sein Figurenschmuck jedoch eher einfach.

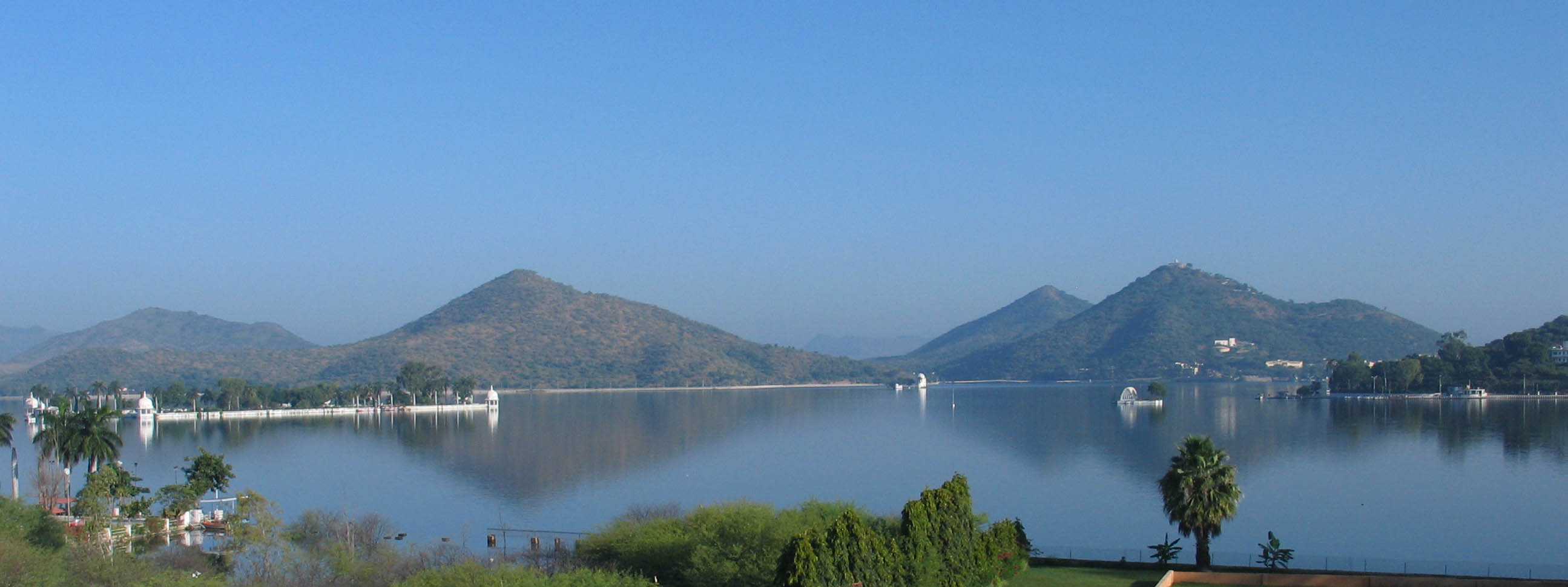
Fateh Sagar
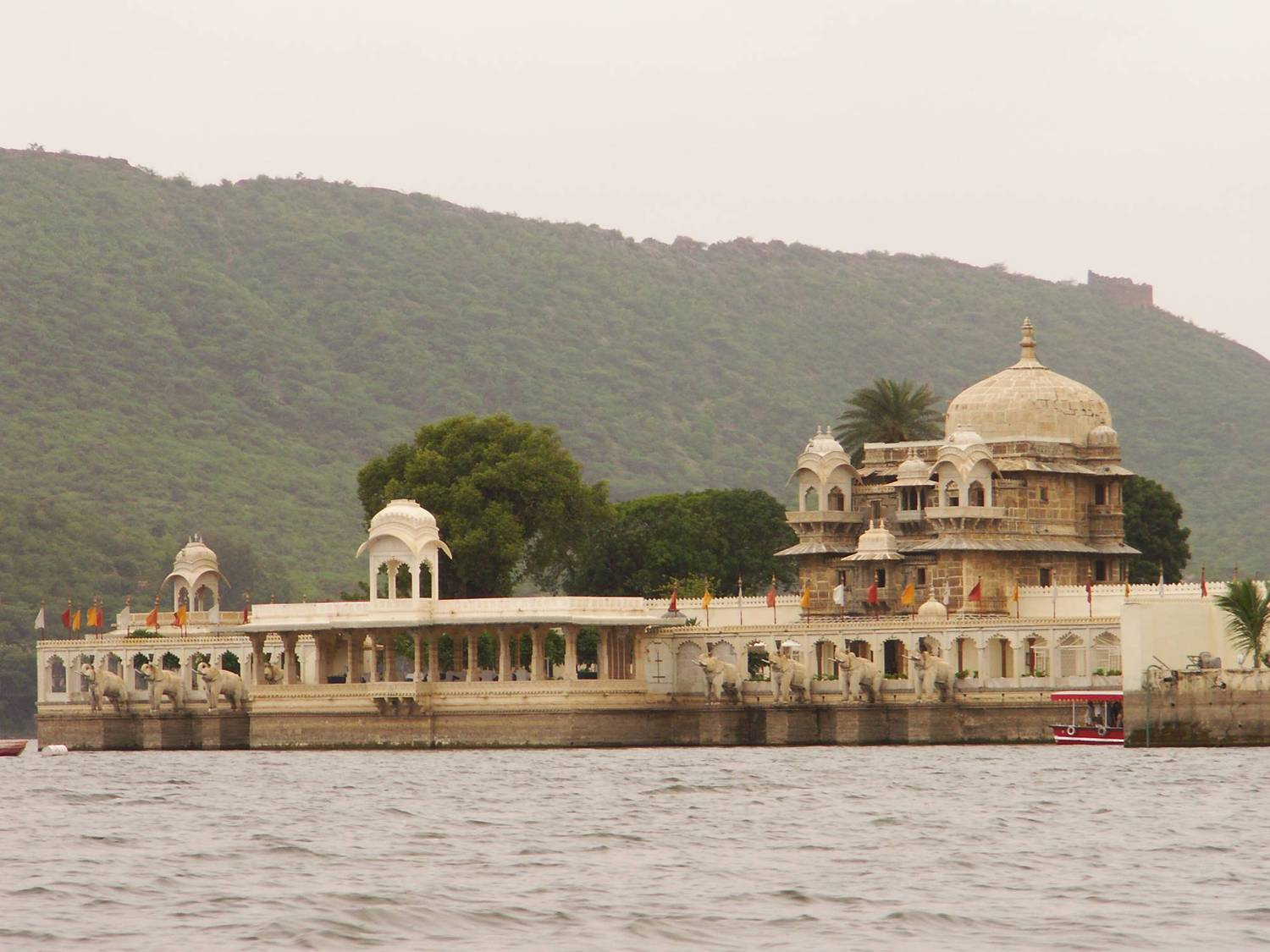
Jag Mandir Palace
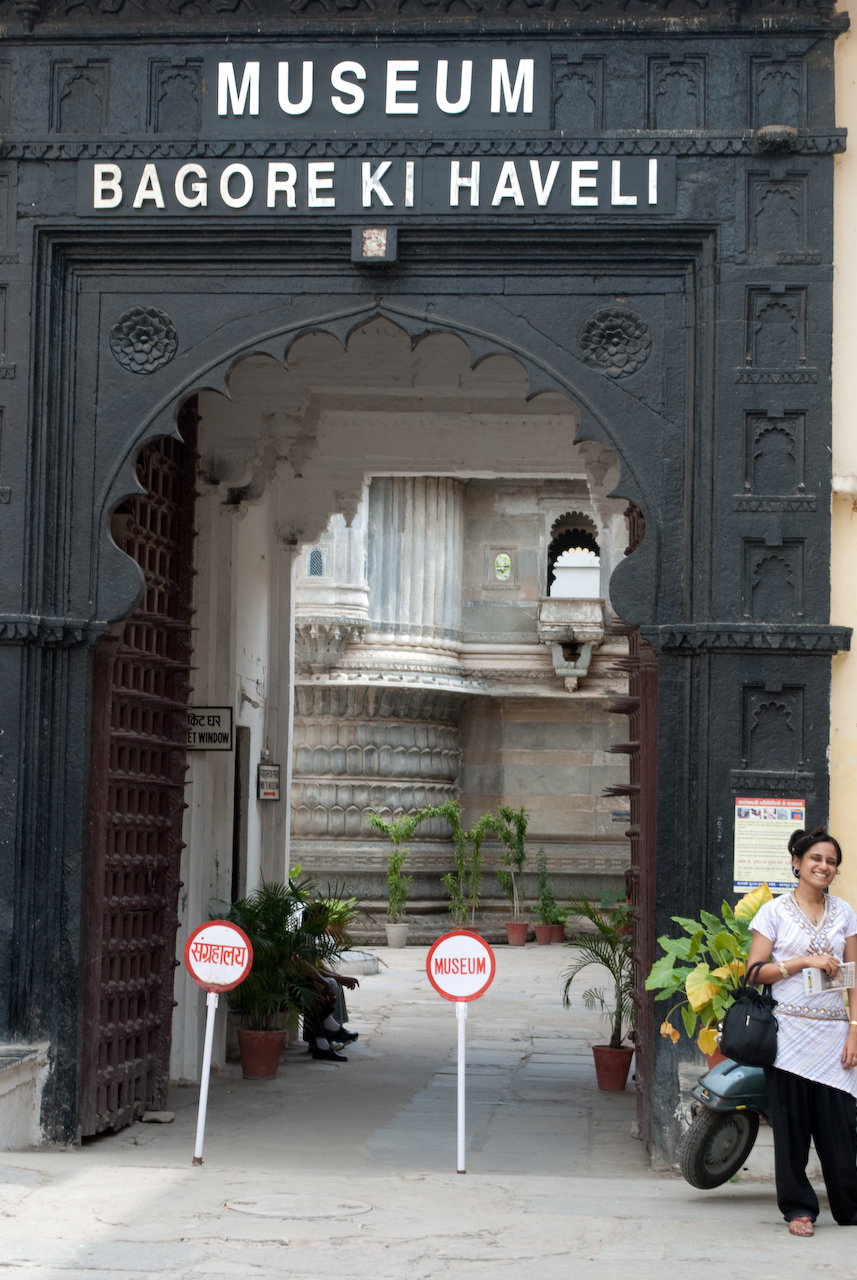
Bagore ki Haveli
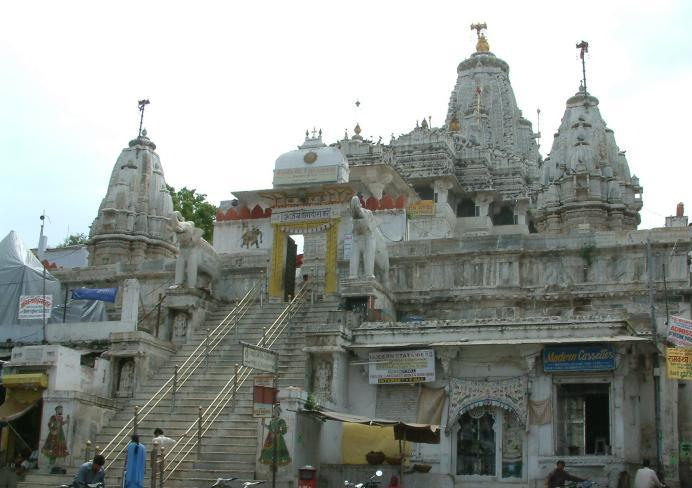
Jagdish-Tempel

Umgebung
Weiter nördlich (ca. 20 km Entfernung) befindet sich ein Tempelkomplex von Eklingji und weitere Tempel von Nagda.

## Udaipur im Film
Udaipur, im Besonderen das Lake Palace Hotel, mitten im Pichhola-See gelegen, war Drehort für die in den Jahren 1958/59 von Fritz Lang gedrehten Filme Der Tiger von Eschnapur und Das indische Grabmal sowie von Teilen des James-Bond-Filmes Octopussy mit Roger Moore aus dem Jahr 1983.

## Persönlichkeiten
- Sadiq Ali (1910–2001), Politiker
- Ram Narayan (1927–2024), Musiker
- Zia Mohiuddin Dagar (1929–1990), Rudra Vina-Spieler